# Адетунџи Адешина
Адетунџи Расак Адешина (енгл. Adetunji Rasaq Adeshina; 2. децембар 2004) нигеријски је фудбалер који тренутно наступа за Нови Пазар. Игра у везном реду.

## Каријера
Адешина је у омладински састав Новог Пазара стигао почетком 2023. године. Услед запажених игара у тој екипи, прикључен је раду с првим тимом код тренера Давора Бербера. Дебитовао је у минималном поразу од Вождовца на домаћем терену, 26. априла 2023. До краја сезоне 2022/23. забележио је још четири наступа, укључујући и четвртфинале Купа Србије са ТСЦ-ом у Бачкој Тополи. Уговор с клубом продужио је до 2026. године пред почетак наредне сезоне.
Први погодак у професионалној каријери постигао је у поразу од Јавора у другом колу такмичарске 2023/24. у Суперлиги Србије. Одмах затим, погодио је и у следећем колу, против ИМТ-а.

## Статистика

### Клупска
Ажурирано 10. марта 2024.
| Клуб       | Сезона   | Лига             | Лига | Лига | Национални куп | Национални куп | Европа | Европа | Остало | Остало | Укупно | Укупно |
| Клуб       | Сезона   | Дивизија         |      | Гол  |                | Гол            |        | Гол    |        | Гол    |        | Гол    |
| ---------- | -------- | ---------------- | ---- | ---- | -------------- | -------------- | ------ | ------ | ------ | ------ | ------ | ------ |
| Нови Пазар | 2022/23. | Суперлига Србије | 4    | 0    | 1              | 0              | —      | —      | —      | —      | 5      | 0      |
| Нови Пазар | 2023/24. | Суперлига Србије | 15   | 4    | 2              | 0              | —      | —      | —      | —      | 17     | 4      |
| Нови Пазар | Укупно   | Укупно           | 19   | 4    | 3              | 0              | —      | —      | —      | —      | 22     | 4      |